# Glassnemertin
Glassnemertin (Pseudomicrura afzelii) är en djurart som tillhör fylumet slemmaskar, och som beskrevs av Malin Strand och Per Sundberg 20. Glassnemertin ingår i släktet Pseudomicrura, ordningen Heteronemertea, klassen Anopla, fylumet slemmaskar och riket djur. Arten är reproducerande i Sverige.